# Octodontomys gliroides
Genre
Espèce
Statut de conservation UICN

 LC  : Préoccupation mineure
Octodontomys est un genre de la famille des Octodontidae qui ne comprend qu'une seule espèce, Octodontomys gliroides, des rongeurs appelés aussi chozchoz. On les rencontre en Argentine, Bolivie et au Chili.
L'espèce a été décrite pour la première fois en 1844 par deux français : Paul Gervais (1816-1879), zoologiste et paléontologue, et le naturaliste Alcide Dessalines d'Orbigny (1802-1857). Le genre a été décrit plus tard, en 1903, par le zoologiste américain Theodore Sherman Palmer (1868-1955).